# Ataques de neonazis en Berlín-Neukölln
La serie de ataques de neonazisde en Berlín-Neukölln (también conocido como el "complejo de Neukölln") se refiere a una serie de ataques incendiarios y una serie de otros delitos cometidos por extremistas de derecha alemanes contra residentes inmigrantes de Neukölln y políticos y activistas de izquierda. Desde al menos 2016 hasta 2019, el grupo cometió más de 70 delitos.

## Violencia de extrema derecha en Neuköln 2016 a 2019
Una estructura de extremistas de derecha atacó a personas e iniciativas en Neuköln que se oponían públicamente al extremismo de derecha. Los delitos políticos y de derecha iban desde amenazas e intimidación, mensajes de odio y ventanas rotas en edificios residenciales hasta una serie de peligrosos ataques incendiarios contra los automóviles de personas que están activas contra el extremismo de derecha.
En febrero de 2018, los perpetradores atacaron el vehículo del político de izquierda Ferat Kocak (Die Linke); el fuego estaba a punto de extenderse a la línea de gas de la casa de su familia al lado.
La policía asume una serie de 2016, pero los afectados fechan la serie de ataques y violencia derechista más atrás: desde 2011 ha habido una serie de ataques incendiarios terroristas de derecha contra opositores políticos y organizaciones juveniles, como "Die Falken" (Juventud Socialista de Alemania - Los Halcones). Inicialmente, las autoridades investigadoras no consideraron un motivo racista. En la noche del 5 de abril de 2012, un autor aún desconocido disparó contra un grupo de jóvenes de origen turco en Berlín-Neukölln. El aprendiz Burak Bektas, de 22 años, resulta tan gravemente herido que muere.

## Investigaciones
La serie de ataques de Neukölln está siendo discutida en el ámbito político porque la policía y la fiscalía de Berlín han sido acusadas de una serie de omisiones en la investigación. Hay dos acusaciones contra la policía de Berlín: por un lado, se dice que los investigadores y un fiscal público han sido parciales. Por otro lado, se dice que la policía de Berlín retrasó la investigación.
Debido a que no se capturó a los perpetradores a pesar de años de investigación, se desplegó un equipo de investigación adicional en la primavera de 2019. 
A partir de octubre de 2020, el senador del Interior de Berlín Andreas Geisel desplegó dos investigadores especiales adicionales. Deberían volver a investigar los al menos 72 hechos como incendios y amenazas, especialmente entre 2016 y 2018. Deberían examinar toda la investigación y resolver posibles errores de la policía.